# Garbsen
Garbsen is een gemeente in de Duitse deelstaat Nedersaksen. Garbsen maakt als selbständige Gemeinde deel uit van de Region Hannover.
De gemeente telt 61.021 inwoners.

## Indeling van de gemeente
Garbsen bestaat uit 13 stadsdelen. Onderstaande lijst is ontleend aan de website van de gemeente (Garbsen auf einen Blick). Het getal tussen haakjes is het aantal inwoners per 30 juni 2018.
Om de situering van de stadsdelen aan te geven, is een richting vanuit het stadsdeel Meyenfeld vermeld. Meyenfeld ligt in het midden van het gemeentegebied.
- Altgarbsen (Z, 11.042)
- Auf der Horst (ZO, 7.442)
- Berenbostel (O, 15.116)
- Frielingen (NW, 2.553)
- Garbsen-Mitte (ZZO, 3.886)
- Havelse (in het uiterste ZO, 5.303)
- Heitlingen (in het uiterste NNO, 627)
- Horst (W, 2.492)
- Meyenfeld (midden in de gemeente, 2.276)
- Osterwald Oberende (NNW, 3.353)
- Osterwald Unterende (N, 3.686)
- Schloß Ricklingen (ZW, 2.390)
- Stelingen (O, 2.859)

Totaal aantal inwoners van de gemeente Garbsen per 30 juni 2018: 63.125.

## Ligging, verkeer, vervoer
De gemeente ligt tussen Wunstorf (10 km westelijk) en de stad Hannover (12-15 km oostelijk) in, en noordelijk van Seelze.
De noordelijke dorpen van Garbsen hebben nog deels een plattelandskarakter. Het landschap van Garbsen bestaat van oorsprong uit riviervlaktes met ooibossen, hoog- en laagvenen, een aantal kleine meren en veel weiland. Delen van dit landschap kenmerken de vele kleine natuur- en recreatiegebieden overal verspreid door het gemeentegebied.
Garbsen ligt voor het grootste deel aan de noordoever van de Leine en het hier slechts 2-4 km ten noorden van de Leine lopende Mittellandkanaal. Aan de uiterste zuidgrens van de gemeente ligt aan dit kanaal een kleine jachthaven.
De gemeente wordt doorsneden door de Autobahn A2. De Bundesstraße 6 loopt vanuit Neustadt am Rübenberge in zuidoostelijke richting door de gemeente heen naar Hannover.
Slechts ca. 8 km ten noordoosten van stadsdeel Berenbostel bevindt zich de Luchthaven Hannover.

Stadtbahn Hannover tramlijnennetkaart. Garbsen ligt uiterst links bovenaan.

De gemeente heeft geen treinstations van de Deutsche Bundesbahn. Wel zijn er haltes van de Stadtbahn van Hannover (tram (2019: lijn 4)). Dit is niet de S-Bahn van Hannover, want dat is een metronet, dat niet in Garbsen komt! De busmaatschappij GVH uit Hannover verzorgt diverse buslijnen van de diverse stadsdelen van Garbsen naar Hannover.

## Economie
Garbsen geldt als een technologiestad, sinds de Leibniz-Universiteit Hannover enige faculteitsgebouwen naar Garbsen heeft verhuisd. Te Garbsen staan vooral onderwijs- en researchinstellingen op het gebied van de machinebouw, die aan deze universiteit gelieerd zijn.  Verder bezit de gemeente het voor een stad van deze omvang gebruikelijke midden- en kleinbedrijf, alsmede regionale en lokale dienstverlenende organisaties. 

## Geschiedenis
Sedert de Reformatie in de 16e eeuw is de meerderheid van de christenen in de gemeente evangelisch-luthers. Overigens is de onkerkelijkheid in Garbsen na 1970 zozeer toegenomen, dat minder dan de helft van de inwoners nog tot een christelijke kerkgemeente behoort.
De dorpen van de huidige gemeente Garbsen waren voor de Tweede Wereldoorlog klein en voornamelijk agrarisch van karakter. 
Tussen 1920 en 1970 zijn enkele heuveltjes in het gemeentegebied verdwenen. Er werd kaksteen en zandsteen gewonnen in steengroeven, die na ca. 1970 zijn gesloten. Ook waren er van plm. 188 tot plm. 1990 enige steenfabrieken, die hun grondstof uit plaatselijk aanwezige rivierklei haalden.
Dat veranderde, toen bandenfabriek Contineltal, reeds vanaf 1938, alsmede Volkswagen AG voor zijn grote, nieuwe fabriek in Hannover personeelswoningen nodig had. Zo ontwikkelde Garbsen zich tot een, ook goed per auto en bus bereikbare, voorstadsgemeente van Hannover.
In 1968 werden de dorpen Garbsen en Hevelse samengevoegd tot de Gemeente Garbsen. Tegelijk werd door de regering van Nedersaksen aan Garbsen het recht toegekend, zich stad te noemen. De andere stadsdelen waren zelfstandige gemeenten tot 1974. In dat jaar werden ze in het kader van een gemeentelijke herindeling bij Garbsen gevoegd.
De wijk Auf der Horst werd in de jaren zestig als bewust stadsplanningsproject gebouwd.

## Bezienswaardigheden, recreatie
- Het voornaamste cultuurmonument in de gemeente is de uit 1694 daterende, barokke kerk van het dorp Schloß Ricklingen. Bijzonder is, dat de kerk in de weelderige stijl van de Italiaanse barok werd ingericht, hoewel ze toen al evangelisch-luthers en dus niet rooms-katholiek was.
- In de 17e eeuw werd het kasteel Schloss[2] Ricklingen bij het dorp Schloß Ricklingen gebouwd. Het gebouw ligt in een fraai park. Het kasteel is bewoond en kan niet bezichtigd worden.
- In de diverse voormalige dorpen van de gemeente zijn vaak nog enige oude vakwerkboerderijen en meestal ook de oude dorpskerk bewaard gebleven. Sommige dorpen hebben ook een Kulturhus, waarvan enkele vertrekken als oudheidkamer zijn ingericht.
- Op diverse plekken in de gemeente zijn recreatiemogelijkheden voor de bevolking gecreëerd, waaronder de recreatieplas Blauer See en enige wandelbossen.

## Partnergemeenten
- Hérouville-Saint-Clair, Frankrijk
- Bassetlaw, Engeland
- Farmers Branch, Texas, USA
- Schönebeck (Elbe), Sachsen-Anhalt, Duitsland
- Września, Polen

## Afbeeldingen

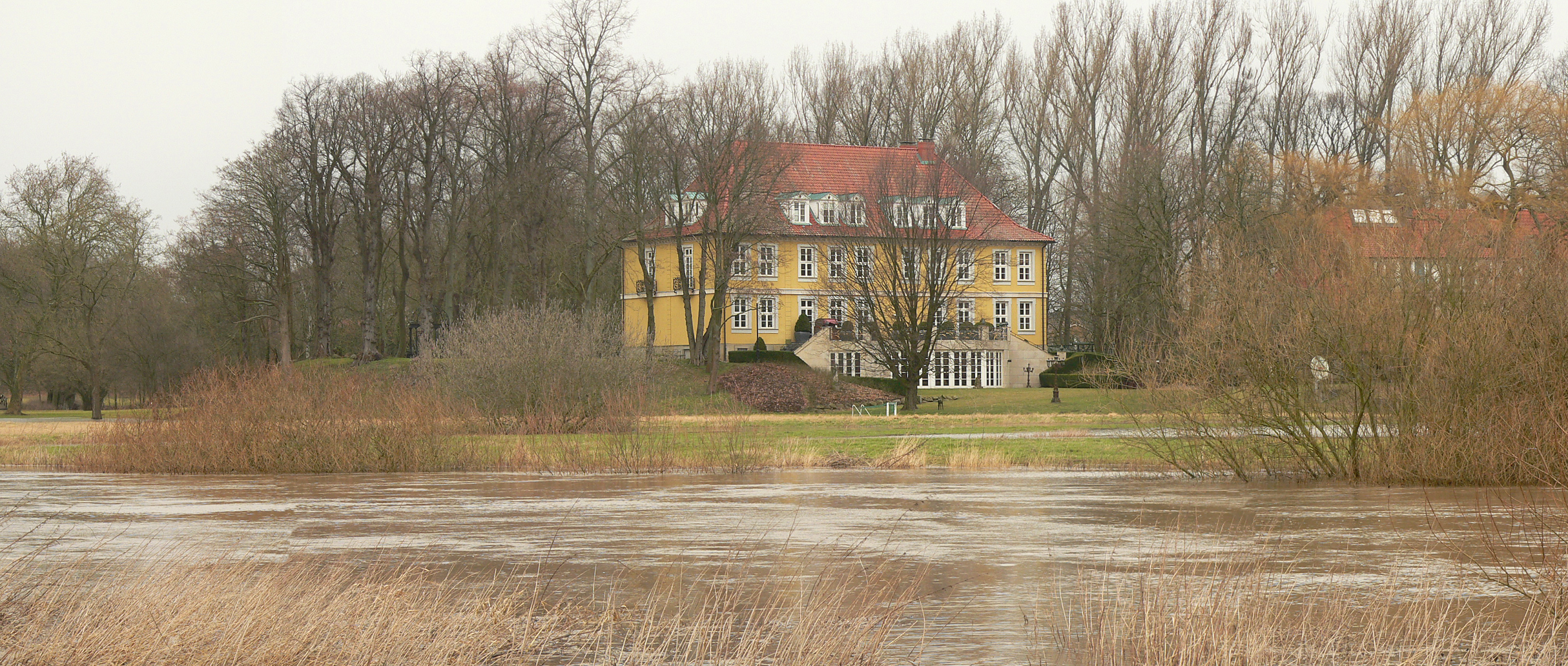
Kasteel Schloss Ricklingen in Schloß Ricklingen
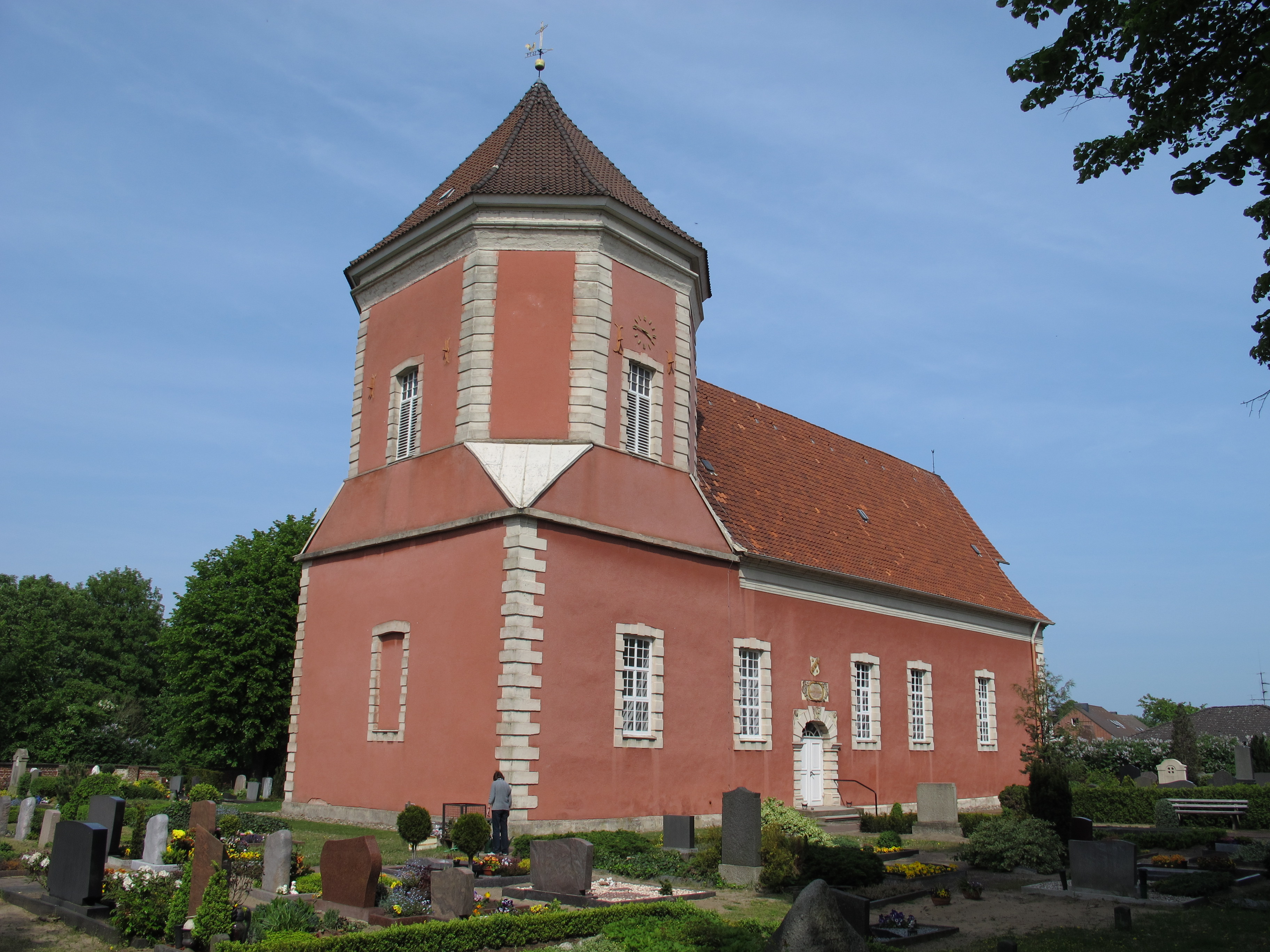
Barokkerk Schloß Ricklingen
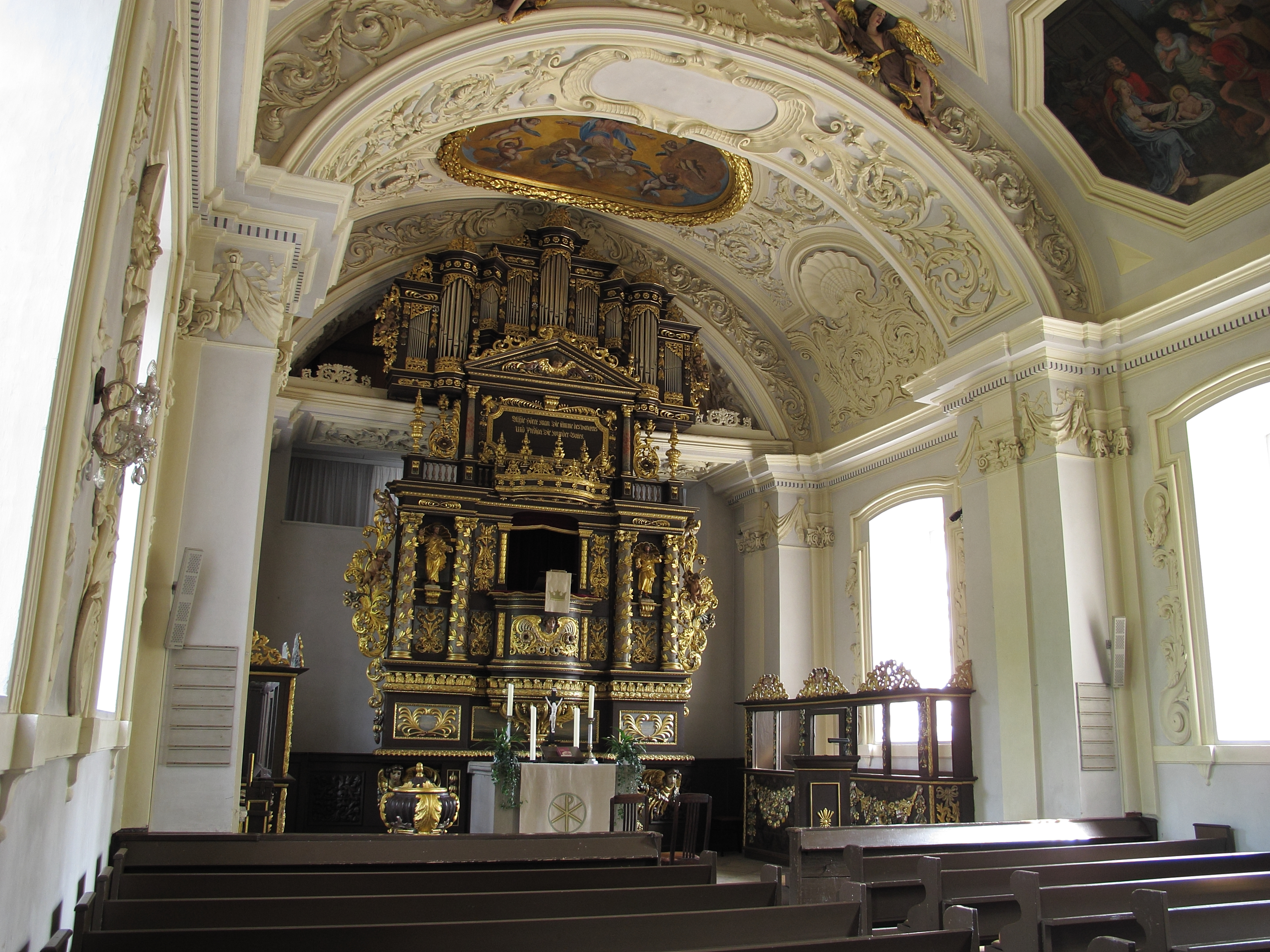
Interieur barokkerk Schloß Ricklingen

## Met de gemeente in verband staande persoonlijkheden
- Volker Finke (Nienburg/Weser, 24 maart 1948), voetbalcoach, van 1991-2007 trainer van SC Freiburg, van 2013-2015 met weinig succes trainer van de nationale ploeg van Kameroen, als jongeman speler, en later enkele jaren trainer van TSV Havelse uit Garbsen
- Erdoğan Atalay (Hannover, 22 september 1966), Duits acteur met Turkse roots, groeide op te Berenbostel, gemeente Garbsen
- Carlotta Truman (* 19 oktober 1999 in Hannover), zangeres, nam in 2019 aan het Eurovisiesongfestival[3] deel; zij bracht haar jeugd door te Garbsen

- Gemeinsame Normdatei: 4019265-9
- Library of Congress Control Number: n89119113
- MusicBrainz: 710fb7bb-a4a6-4b24-96f2-b4c64f4396e4
- Nationale Bibliotheek van Israël: 987007567575805171
- Virtual International Authority File: 130304350
- WorldCat: E39PBJmtFgB3xm3RGgVhVhBByd

Barsinghausen ·
Burgdorf ·
Burgwedel ·
Garbsen ·
Gehrden ·
Hannover ·
Hemmingen ·
Isernhagen ·
Laatzen ·
Langenhagen ·
Lehrte ·
Neustadt am Rübenberge ·
Pattensen ·
Ronnenberg ·
Seelze ·
Sehnde ·
Springe ·
Uetze ·
Wedemark ·
Wennigsen (Deister) ·
Wunstorf